# Yngve Larsson
Gustaf Richard Yngve Larsson, né le 13 décembre 1881 à Sundsvall et mort le 16 décembre 1977 à Stockholm, est un urbaniste et un homme politique suédois. Il est maire (Borgarråd) de Stockholm et membre du parlement pour le Parti libéral.

## Biographie
Yngve Larsson est responsable de la planification urbaine de la ville de Stockholm de 1924 à 1946, et est à l'origine de plusieurs des plus importants projets architecturaux de la ville, parmi lesquels le Slussen, l'aéroport de Stockholm-Bromma, le métro de Stockholm, le redéveloppement de Norrmalm, ou les ponts de l'Ouest et de Traneberg. Durant la Seconde Guerre mondiale, opposant au nazisme, il devient l'un des dirigeants de l'organisation nordique Samfundet Nordens Frihet (en).
Il fait partie du conseil de fondation de la Nya Banken.